# دیوید اتلی
دیوید اتلی (انگلیسی: David Ottley؛ زادهٔ ۵ اوت ۱۹۵۵) ورزشکار دو و میدانی، و پرتاب‌گر نیزه اهل بریتانیا است.